# Wulfila wunda
Wulfila wunda là một loài nhện trong họ Anyphaenidae.
Loài này thuộc chi Wulfila. Wulfila wunda được Norman I. Platnick miêu tả năm 1974.